# Macrodontia cervicornis
Macrodontia cervicornis is een keversoort uit de familie van de boktorren (Cerambycidae). De wetenschappelijke naam werd gepubliceerd in 1758 door Linnaeus in Systema naturae.